# Food fulfillment center
Food fulfillment center, FFC, är ett logistikupplägg där råvaror strålar samman till en enhet. I denna process ingår ett antal oberoende och beroende företag som samverkar för att producera, förädla och distribuera livsmedel. Dessa livsmedel plockas samman till butiksleveranser som kan gå direkt till butiker eller slås samman med livsmedelskedjornas och 3PL-företagens leveranser. 
Nationellt ger FFC-konceptet bra möjligheter till export i stor volym och då speciellt till det mindre priskänsliga premiumsegmentet, som också kan bära premiumlöner sett ur ett Europa-perspektiv. Premiumsegmentet, det vill säga den övre kvartilen av Europas befolkning kan beräknas till minst 75 miljoner konsumenter. 

## Fördelar

### Företag
De stora fördelarna är att råvarutillverkarna såsom bönder, slakterier etcetera får tillgång till en större marknad, både i form av volym, sortiment/segment och kundkategorier. 
Producenterna kan dela på kostnader och kompetenser och få tillgång till en högre tekniknivå än vad var och en kan bära och kan smidigt glida med i flödet till butik. 
För butikskedjor och producenter innebär det minskad administration, lägre kostnader samtidigt som ett bredare sortiment kan erbjudas konsumenterna. 
För butikerna innebär det färre bilar som skall tas emot och möjlighet att erbjuda ett bredare sortiment till låg kostnad. 

### Konsument
För konsumenten innebär det att livsmedel är betydligt färskare till butik genom att leveranskedjan i FFC-upplägget är betydligt kortare än vid ett konventionellt produktionupplägg. Konsumenterna får tillgång till ett bredare sortiment till lägre kostnad. 

### Miljöfördelar
Miljöaspekterna hanteras bra genom att det totala antalet tonkilometer reduceras. Återflödet av emballage och avfall ger naturliga returtransporter - så kallat "Closed Loop".